# Night by Night
Night by Night ist ein Lied von Donald Fagen und Walter Becker, das 1974 von Steely Dan auf dem Album Pretzel Logic veröffentlicht wurde.

## Liedtext
Der Protagonist führt ein Nachtleben als Gauner. Er weiß, dass ihn dies früher oder später einholen wird, aber bis er sein Vermögen gemacht hat („sein Schiff ankommt“), lebt er „Nacht für Nacht“.

„Well I don’t really care

If it's wrong or if it’s right

But until my ship comes in

I'll live night by night“

„Nun, es ist mir eigentlich egal

Ob es falsch oder richtig ist

Aber bis mein Schiff ankommt

Lebe ich Nacht für Nacht“

## Musik
In Interviews haben Donald Fagen und Walter Becker angedeutet, dass Night by Night zum Teil geschrieben wurde, um ABC Records nach dem relativen Flop des Jazz-basierten, eher experimentellen Countdown to Ecstasy zu beruhigen und eher zum Gitarren-basierten Rock von Can’t Buy a Thrill zurückzukehren.
Stewart Mason schrieb bei AllMusic, dass Jeff Baxters Solo eine Art Runderneuerung der Ausbrüche im Hit Reelin’ in the Years seien, aber diesem Rocker fehle die melodische Erfindung und der lyrische Witz des Vorgängers.
Trotz der Absicht der Autoren, einen potenziellen Hit zu schreiben, wurde nicht Night By Night, sondern Rikki Don’t Lose That Number als erste Single von Pretzel Logic ausgekoppelt.